# Kalînivka, Vesele
Kalînivka (în ucraineană Калинівка) este localitatea de reședință a comunei Kalînivka din raionul Vesele, regiunea Zaporijjea, Ucraina.

## Demografie
Componența lingvistică a localității Kalînivka
     Ucraineană (84,6%)
     Rusă (4,05%)
     Alte limbi (0,64%)
Conform recensământului din 2001, majoritatea populației localității Kalînivka era vorbitoare de ucraineană (84,6%), existând în minoritate și vorbitori de rusă (4,05%).